# (38240) 1999 PB1
1999 PB1 (asteroide 38240) é um asteroide da cintura principal. Possui uma excentricidade de 0.22868300 e uma inclinação de 3.92215º.
Este asteroide foi descoberto no dia 8 de agosto de 1999 por Lenka Kotková em Ondřejov.